# Hospital Metropolitano de Santiago

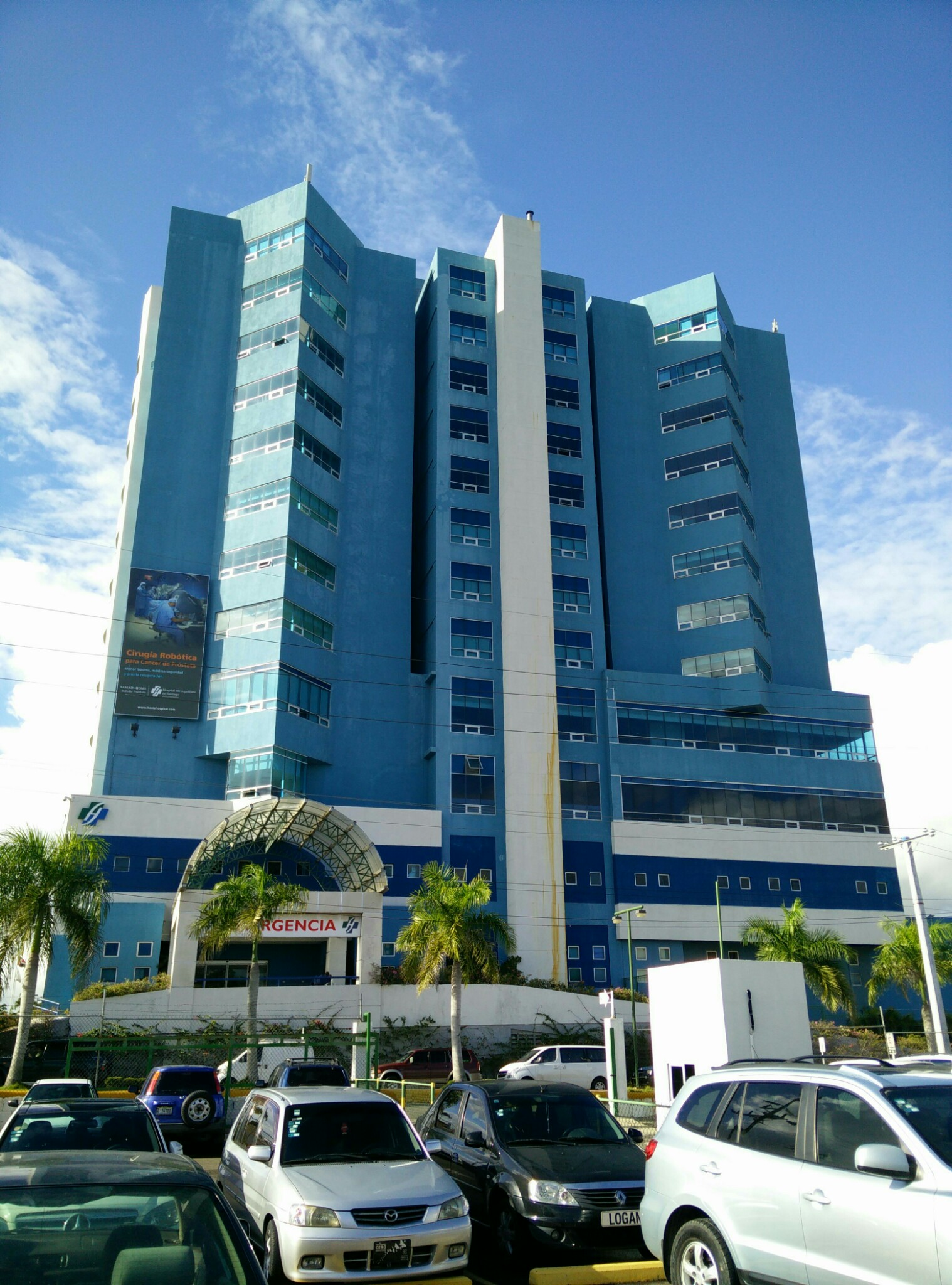
Hospital Metropolitano de Santiago (HOMS)

El Hospital Metropolitano de Santiago (HOMS)  es un hospital privado de alta tecnología de la República Dominicana. Fue inaugurado formalmente el 30 de marzo de 2008 con la presencia del presidente de la República Dominicana Leonel Fernández. Cuenta con 300 consultorios médicos, 400 camas, 16 quirófanos, un hotel, y otras Unidades especializadas.[cita requerida] HOMS tiene una inversión de US$75.0 millones. Por el momento,[actualizar] no cuenta con acreditación hospitalaria internacional. 

## Historia
La construcción de HOMS se inició a finales de 1999. Los fundadores originales, accionistas y promotores del HOMS son Rafael Sánchez Español, un médico cirujano reconocido en Santiago, José Hazim Frappier, exsenador de San Pedro de Macorís y actualmente[actualizar] Rector de la Universidad Central del Este; y el ingeniero Eduardo Estrella.[cita requerida]
El Hospital Metropolitano de Santiago también cuenta con:[cita requerida]
- Departamento de Emergencia
- Departamento de Emergencia Pediátrica
- Unidad de Cuidados Intensivos
- Unidad de Cuidados Intensivos Neonatal y Pediátrico
- Quirófano
- Centro de Imágenes médicas
- Farmacia
- Laboratorio clínico